# Koparka parowa

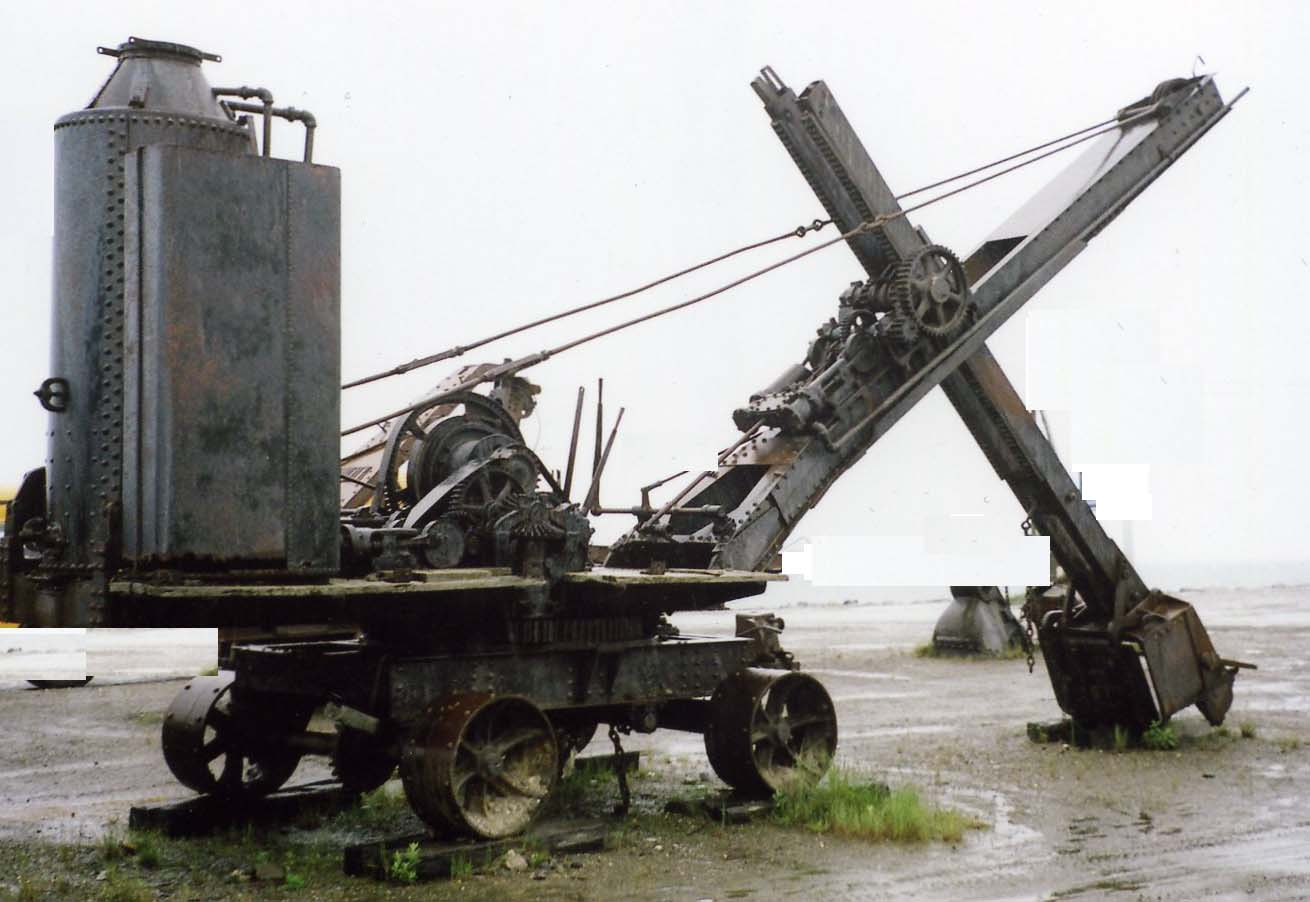
Zabytkowy egzemplarz eksploatowany na Alasce

Koparka parowa – pierwowzór późniejszych koparek linowych, była pierwszą maszyną wykorzystywaną do kopania gruntu napędzaną silnikiem parowym.
Koparkę parową wynalazł William Otis, który otrzymał na swój wynalazek patent w 1836.
Pierwsze maszyny nie posiadały obrotowego nadwozia. Były posadowione na podwoziu kolejowym, do którego montowano kocioł, silnik i pozostałe elementy napędu. Ramię wysięgnika jak również mechanizmy napędowe były montowane z przodu ramy, co ograniczało ruchy łyżki. Koparka poruszała się na szerokich metalowych kołach napędzanych przekładnią łańcuchową. Ze względu na masę maszyny zachodziła konieczność instalowania tymczasowego torowiska, po którym maszyna mogłaby się poruszać.
Koparki parowe stały się bardzo popularne w II poł. XIX wieku. Początkowo były wyposażone w cięgna łańcuchowe. Dopiero w 1870 zastosowanie stalowych cięgien linowych pozwoliło na efektywniejsze wykorzystanie mechanizmów napędowych.
Późniejsze maszyny zostały wyposażone w gąsienice, co pozwoliło na rezygnację z budowy torowiska.
Pełnoobrotowe nadwozie zastosowano po raz pierwszy w Anglii w 1884, i stało się standardem dla tego typu maszyn.
W latach trzydziestych XX w. napęd parowy koparek został wyparty przez prostszy i tańszy silnik Diesla wykorzystywany do chwili obecnej. Po II wojnie światowej pojawia się napęd hydrauliczny wypierający tradycyjny napęd mechaniczny linowy.
Rozwój sieci kolejowych (głównie w USA i Wielkiej Brytanii) wymusił szersze zastosowanie koparek. Ich wprowadzenie stanowiło przełom technologiczny w budownictwie kolei. Koparki parowe masowo były wykorzystywane przy budowie Kanału Panamskiego – przy której użyto 102 maszyn, z czego 77 było produkcji firmy Bucyrus a pozostałe Marion Shovels.
Koparki parowe na początku były wykorzystywane m.in. w kopalni rud żelaza w Minnesocie, kopalni miedzi w Chile i Montanie. Z czasem można je było spotkać w kopalniach odkrywkowych na całym świecie.
Wraz z rozwojem motoryzacji i zapotrzebowaniem na nowe drogi w latach 20. XX wieku masowo wykorzystywano koparki parowe do prac ziemnych. Były obecne praktycznie na każdym większym placu budowy w okresie międzywojennym – np.  zapory Hoovera, podczas budowy wielkich fabryk i portów.
Choć większość koparek parowych została zezłomowana to w amerykańskich i brytyjskich muzeach przemysłu i prywatnych kolekcjach można spotkać wiele ciekawych okazów.
Jedną z największych koparek parowych była zbudowana w 1906 przez firmę Marion maszyna, która przetrwała do naszych czasów i znajduje się w małej miejscowości Le Roy (Nowy Jork) niedaleko Nowego Jorku.
Koparka ta znana jako "pięciojardowy czerpak" (od pojemności łyżki) została zakupiona przez firmę General Crushed Stone Company, która użytkowała kamieniołom w Le Roy. Początkowo koparka poruszała się po torowisku, lecz w 1923 zastosowano w niej gąsienice wyprodukowane przez Marion. Koparka pozostała w eksploatacji do 1949, kiedy została wycofana z kamieniołomu i ustawiona przy głównej drodze – gdzie stoi do chwili obecnej.

## Producenci koparek parowych
W Ameryce Północnej:
- Ball Engine Co.
- Bucyrus
- Erie
- Marion Steam Shovel Dredge Company
- Moore Speedcrane  (później The Manitowoc Company)
- Northwest Shovels
- Vulcan Iron Works

W Europie:
- Demag
- Fiorentini  (Włochy)
- Lubecker
- Menck
- Orenstein & Koppel GmbH  (Niemcy)
- Ruston & Hornsby(inne języki)  (UK)